# مغامرة ذاتية
مغامرة ذاتية (بالإنجليزية: Soul)‏ هو فيلم كوميدي درامي أمريكي للرسوم المتحركة لعام 2020 من إنتاج استوديوهات بيكسار وتوزيع بواسطة والت ديزني. أخرج الفيلم بيت دوكتر ، وكتبه دوكتير ، ومايك جونز ، وكيمب باورز ، وأنتجته دانا موراي. يقوم ببطولته أصوات جيمي فوكس ، تينا فاي ، جراهام نورتون ، راشيل هاوس ، أليس براغا ، ريتشارد أيواد ، فيليسيا رشاد ، دونيل رولينغز ، كويستلوف ، وأنجيلا باسيت. يتابع الفيلم عازف البيانو ، جو غاردنر (فوكس) ، الذي يسعى إلى لم شمل روحه المنفصلة وجسده قبل استراحة كبيرة كموسيقي جاز.
ابتكر دكتور دوكتر الروح في يناير 2016 ، حيث درس أصول الشخصيات البشرية ومفهوم الحتمية. استشار منتجو الفيلم العديد من موسيقيي الجاز بما في ذلك هيربي هانكوك و تيري لاين كارينغتون ، وقاموا بتحريك سلاسله الموسيقية باستخدام جلسات الموسيقي جون باتيست كمرجع. بصرف النظر عن مؤلفات موسيقى الجاز الأصلية لباتيست ، قام الموسيقيان ترينت ريزنور وأتيكوس روس بتأليف نتيجة الفيلم. استمر الإنتاج على الفيلم لمدة أربع سنوات ، بميزانية تقريبية 150 مليون دولار. إنه أول فيلم من إنتاج شركة بيكسار يتحذث عن رجل أسود.
تم عرض الفيلم لأول مرة في مهرجان لندن السينمائي في 11 أكتوبر 2020 ، وكان من المقرر عرضه في دور السينما في 20 نوفمبر. ومع ذلك ، تم تأجيل الفيلم بسبب جائحة COVID-19. تم إصدار الفيلم للبث المباشر على ديزني+ في 25 ديسمبر 2020 ، وفي المسارح في البلدان التي لا تتوفر بها خدمة البث. تلقت الروح مراجعات إيجابية بسبب مهارتها وقصتها وشخصياتها ونقاطها الموسيقية. صنفت منظمات مثل المجلس الوطني للمراجعة والمعهد الأمريكي للأفلام الفيلم على أنه أحد أفضل 10 أفلام لعام 2020. تم ترشيح الفيلم لثلاث جوائز في موسم جوائز الأوسكار 93 ، وفازت بجائزتين ، وحصلت على العديد من الجوائز.

## ملخص الفيلم
تدور احداث الفيلم حول معلم موسيقي وعازف جاز لطالما كان يحلم أن يلتحق بفرقه ويمارس شغفه وهو العزف، حيث كان يعتقد أنها رسالته في الحياة أن يتحقق هذا الحلم، كانت أمه لا تريد منه ترك وظيفته لمجرد الشغف لأنها ترى في تلك الوظيفة الأمان. وعند اتخاذ القرار والالتحاق بالفرقة وفي الليلة التي سيقام فيها الحفل مع هذه الفرقة سقط في البالوعة ليلقى حتفه ويموت قبل أن يحقق هدفه.  في هذه الاثناء روحه خرجت من الحياة، ودخلت في عالم البرزخ «ما بعد العظيم»،فحاول الهرب و ركظ مسرعا فسقط في عالم «ما قبل العظيم»، وهنا وجد أرواح متعددة، والتقى بروح ٢٢ الروح الضائعة والتي لم تكمل نظجها للحياة الأرضية، وفي محاولة للرجوع إلى الأرض عادت معه، ولكن عاد جو بجسد هرة و٢٢ بجسد جو، وهناك صُنعت العديد من الاحداث والمواقف والتي ساعدت جو دون علم من ٢٢ وبطريقه غير مخطط لها بأن يعلمها بأن الحياه عبارة عن لحظات وهذه اللحظات إن لم نستمتع فيها ولم نعيشها بتفاصيلها فقد نفقد جزء من حياتنا ونفوت المتعة، بعد عودة جو في جسده ذهب للحفلة وبعد الانتهاء منها وبعد الأداء المميز لم يشعر جو بالشعلة، فعرف بأن السعادة ليس بتحقيق الهدف وإنما السعادة هي في الطريق والاستمتاع بصناعة ذلك الهدف.

## القصة
في مدينة نيويورك ، يقوم عازف البيانو جو غاردنر بتدريس فصل الموسيقى بدوام جزئي في مدرسة متوسطة بينما يحلم بلعب الجاز بشكل احترافي. عندما يتلقى عرضًا لوظيفة تدريس بدوام كامل ، تحثه والدته ليبا على قبوله. يتعلم «جو» أن عازفة الجاز الشهيرة دوروثيا ويليامز لديها افتتاح في مجموعتها الرباعية وتجارب أداء في أحد نوادي الجاز. نظرًا لإعجابه بعزف جو على البيانو ، استأجرته دوروثيا في عرض تلك الليلة.
عندما يتجه جو ، تشتته حماسته ، ويسقط في فتحة في المجاري. يجد جو نفسه كروح بلا جسد متجهاً إلى الحياة الآخرة التي يطلق عليها «ما بعد العظيم». غير راغب في الموت ، يحاول الهرب لكنه ينتهي به المطاف في «قبل الاعظم» - عالم حيث تكتسب الأرواح الشخصيات والاهتمامات قبل أن تولد على الأرض. في الماضي العظيم ، يقوم المستشارون - جميعهم اسمه جيري - بإعداد الأرواح التي لم تولد بعد للحياة بمساعدة النفوس المرشدة. كل روح لديها شارة تمنح المرور إلى الأرض ، بمجرد أن تمتلئ الشارة بالكامل بسمات الشخصية. مخطئ لمعلم ، تم تعيين جو لتدريب روح اسمها 22 ، والتي تريد تجنب الأرض.
اكتشفت 22 أن جسد جو المادي دخل المستشفى وفي غيبوبة. وافقت على السماح لجو بالمساعدة في العثور على «شرارتها» - شغف الروح الشخصي - لإكمال شارتها حتى يتمكن من استخدامها للعودة إلى المنزل. بعد أن فشل جو في العثور على  شرارة 22 ، قاموا بزيارة «المنطقة» ، وهو مكان يمكن للأرواح أن تدخله عندما تخلق عواطفهم نشوة مبتهجة ، لكنها تصبح فخًا للأرواح المهووسة الضائعة. يقابلون ريح القمر - قبطان جاليون - الذي يساعد الثنائي في تحديد موقع جسد جو على الأرض. يعود جو إلى الأرض لكنه يحمل معه 22 عن طريق الخطأ. لقد دخلوا عن طريق الخطأ في الأجساد الخطأ - 22 تسكن جسد جو وجو يسكن جسد قطة العلاج. يجدون ريح القمر ، الذي يوافق على الاجتماع في نادي الجاز لإعادة جو إلى جسده. في غضون ذلك ، تستقر 22 في جسد جو وتستمتع بلحظات صغيرة أثناء التفاعل مع أقران جو. تجري محادثات مؤثرة مع تلميذه كوني وحلاقه ديز ووالدته.
في هذه الأثناء ، وصل تيري ، المسؤول عن عد الأرواح ، إلى الأرض للعثور على جو واستعادة العد. مع انتهاء اليوم ، يقوم جو و 22 بزيارة ريح القمر لإعادة جو إلى جسده. بعد أن أخبرت جو 22 أن تجربتها لم تكن أغراضًا ، رفضت 22 وهربت لتجد شرارتها مع جو خلفي. بينما كانوا يجرون عبر محطة مترو أنفاق ، يحاصرهم تيري ويعيدهم إلى الماضي العظيم. 22 تدرك أن شارتها ممتلئة ، لكن جو تصر على أن ذلك بسبب سماته ، وأنها لم تجد شرارتها حقًا. غاضب ، 22 تلقي الشارة عليه وتختفي في المنطقة. يخبر جيري جو بأن الشرارة ليست هدف الروح في الحياة ، لكن جو يرفض تصديق ذلك ويستخدم شارة 22 للعودة إلى الأرض. العرض في نادي الجاز ناجح ، لكن جو منزعج من حياته التي لم تتغير حتى بعد تحقيق حلمه. بالنظر إلى الأشياء التي جمعتها 22 أثناء وجودها في جسده ، يتذكر اللحظات التي استمتعوا بها معًا. تدرك جو أن هذه التجارب أعطت 22 شرارة لها.
من خلال العزف على البيانو ، يدخل المنطقة بنية إعادة شارتها ، لكنه يكتشف أنها أصبحت روحًا مفقودة. يطاردها ويظهر لها بذرة القيقب التي جمعتها لتذكيرها بوقتها على الأرض. إنهم يدركون أن الشرارة ليست هدف الروح ، لكنها تشير إلى نية الحياة. تعيد تصرفات جو 22 إلى وضعها الطبيعي ، حيث أعادت شارتها ورافقتها خارج عالم قبل الاعظم في رحلتها إلى الأرض. بينما يستعد جو لدخول عالم قبل الاعظم ، يوقفه جيري ويعرض فرصة أخرى في الحياة لإلهام 22 أخيرًا للعيش. يعود جو إلى جسده على الأرض ، ويبدأ في اليوم التالي ملتزمًا بالاستمتاع بالحياة.

## الأداء الصوتي
- جيمي فوكس بدور جو غاردنر، عازف بيانو وموسيقى جاز شغوف تنفصل روحه عن جسده بعد حادثة سقوطه في  حفرة.
- تينا فاي بدور 22 ، وهي روح محاصرة في الماضي العظيم مع رؤية قاتمة للحياة.
- غراهام نورتون بدور مون ويند.
- راشيل هاوس بدور تيري، عداد للروح في المنطقة ما وراء العظيمة.

## الملاحظات
1. ↑  مؤلفات وترتيبات الجاز فقط.